# Arnarvatnsheiði

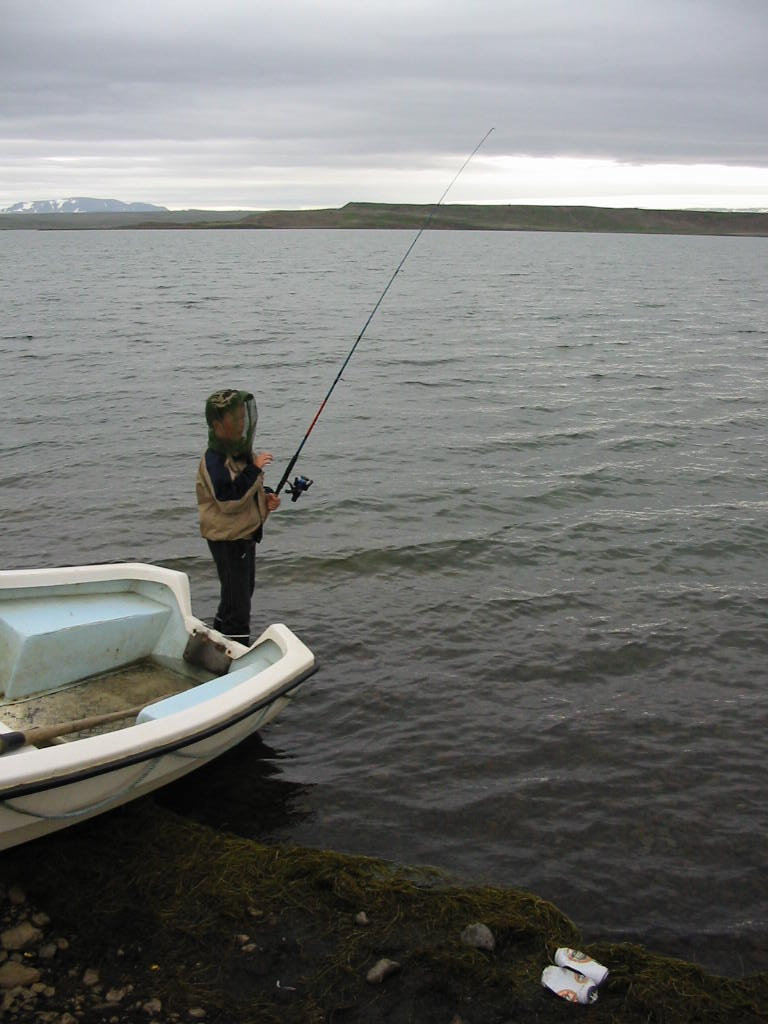
Arnarvatn

Arnarvatnsheiði är en vidsträckt hed i det inre av Island, norr om Langjökull, cirka 500 meter över havet. Arnarvatnsheiði är mycket rik på sjöar, av vilka den största är Arnarvatn.